# Dielsdorf
Dielsdorf est une commune suisse du canton de Zurich.

## Histoire

Photo aérienne prise à 200 m par Walter Mittelholzer (1925).

Dielsdorf faisait partie du bailliage de Regensberg.

## Personnalités
- Romano Lemm, joueur de hockey sur glace.
- Marco Bührer, joueur de hockey sur glace.
- Willi Gutmann (1927-2013), sculpteur, est né à Dielsdorf.
- David Sesa, joueur de football, né le 10 juillet 1973.